# Meziměstská vrchovina
Meziměstská vrchovina je geomorfologický podcelek v severovýchodní části Broumovské vrchoviny v okrese Náchod. Rozprostírá se na ploše 168 km²  (v jiném prameni je údaj 171,06 km²) a má průměrnou nadmořskou výšku 475 m. Na jihozápadě sousedí s Polickou vrchovinou a na severovýchodě hraničí s Polskem.

## Geologická stavba
Meziměstská vrchovina je členitá vrchovina v povodí Stěnavy. Dělí se na dvě geologicky i geomorfologicky odlišné jednotky, na Javoří hory a na Broumovskou kotlinu. Javoří hory jsou vyvřelé kupy s nejvyšším vrcholem oblasti – Ruprechtickým Špičákem (880 m n. m.) a Broumovská kotlina s naopak nejmenší nadmořskou výškou při hladině řeky Stěnavy v Otovicích na státní hranici s Polskem (350 m n. m.).
Meziměstská vrchovina je tvořena permskými a triasovými sedimenty, permskými porfyry a melafyry. Má silně rozčleněný erozně denudační reliéf, který je silně tektonicky porušený. Hlavní roli v utváření reliéfu krajiny měly sedimentární procesy, tektonické pohyby a vodní eroze. Během spodního permu v této oblasti probíhala mohutná sopečná činnost, která zde zanechala mocné akumulace vulkanických hornin – Javoří hory. Charakteristické jsou výrazné strukturně podmíněné tvary, jako jsou strukturně denudační plošiny, strukturní hřbety a suky.

## Geomorfologické okrsky
Meziměstská vrchovina se člení na dva geomorfologické okrsky:
- IVB-1C-a Broumovská kotlina, nejvyšší bod je Supí vrch u Heřmánkovic, 541 m n. m., souřadnice: 50.6326981N, 16.3335336E[3]
- IVB-1C-b Javoří hory, nejvyšší bod je Ruprechtický Špičák, 880 m n. m., souřadnice: 50.6613206N, 16.2813486E

## Nejvyšší vrcholy
Seznam vrchů nad 700 m n. m. (z toho dva převyšují 800 m n. m.):
- Ruprechtický Špičák (880 m n. m.)
- Široký vrch (841 m n. m.)
- Světlina (797 m n. m.)
- Obírka (781 m n. m.)
- Javorový vrch (777 m n. m.)
- Jelení vrch (752 m n. m.)
- Červená hora (747 m n. m.)
- Březový vrch (744 m n. m.)
- Bobří vrch (740 m n. m.)
- Bukový kopec (734 m n. m.)
- Malý kopec (726 m n. m.)

## Vodstvo
Území odvodňují četné potoky a řeka Stěnava do povodí Odry, která ústí do Baltského moře.
Mezi významnější levobřežní přítoky Stěnavy patří potok Starostínský (pramení v Polsku), Vižňovský, Ruprechtický, Uhlířský, Heřmánkovický, Kravský, Svinský a Černý. Významnějšími pravobřežními přítoky Stěnavy jsou potoky Vernéřovický, Jetřichovský, Křinický, Martínkovický a Božanovský.